# سينثيا ماير
سينثيا ماير (بالإنجليزية: Cynthia Meyer) (و. 1965  م) هي لاعبة رماية كندية، ولدت في نيويورك، شاركت في الرماية في الألعاب الأولمبية الصيفية 2016، ودورة ألعاب الكومنولث 2002، ودورة ألعاب الكومنولث 2014.

## روابط خارجية
- سينثيا ماير على موقع الاتحاد الدولي (الإنجليزية)
- سينثيا ماير على موقع اللجنة الأولمبية الدولية (الإنجليزية)
- سينثيا ماير على موقع أوليمبيديا (الإنجليزية)
- سينثيا ماير على موقع اللجنة الأولمبية الكندية (الإنجليزية)
- سينثيا ماير على موقع اتحاد ألعاب الكومنولث (مؤرشف) (الإنجليزية)
- سينثيا ماير على موقع دورة ألعاب الكومنولث 2006 (مؤرشف) (الإنجليزية)